# Alexander von Dachenhausen
August Otto Albert Friedrich Georg Alexander (baron) von Dachenhausen (né le 5 septembre 1848 à Göttingen et mort le 1er novembre 1916 à Stuttgart) est un lieutenant, généalogiste, héraldiste et graphiste prussien.

## Biographie
Il est issu de la famille noble von Dachenhausen, également appelée Dachenhausen II, qui est élevée au rang de baron le 31 mai 1878 en Wurtemberg par le roi Charles Ier. Les armoiries de 1837 sont conservées. Ses parents sont le major et commandant de la ville de Nienburg Friedrich Bernhard von Dachenhausen (1813-1873) et Auguste Plathner (1827-1908). Le père d'Auguste, August Plathner, étudie d'abord la théologie puis devieny médecin et propriétaire foncier et est plus récemment directeur de domaine à Tilburg et rentier à Göttingen.
Alexander von Dachenhausen étudie aux lycée de Verden et de Göttingen. En 1864, Dachenhausen rejoint l'armée hanovrienne (de), est cadet dans le corps des cadets et est promu lieutenant en 1866 dans le 6e régiment d'infanterie Il participe à la bataille de Langensalza en 1866 et rejoint l'armée prussienne lorsque le royaume de Hanovre est annexé par la Prusse en 1866. Avec son unité, il participe également à la guerre franco-prussienne de 1870/71. Il prend sa retraite en 1876 et se consacre principalement à la généalogie et à l'héraldique. Il travaille également comme dessinateur héraldique und suchte unter dem Motiv Dachenhausiana alle Details zu seiner Familie. 1889 trat er dem Historischen Verein Oberbayern bei.<ref> et recherche tous les détails sur sa famille sous le motif Dachenhausiana . En 1889, il devient membre de la Société historique de Haute-Bavière. Avant 1891, Dachenhausen est membre du conseil d'administration de la branche régionale de Thuringe de l'Association des nobles allemands.
De 1903 à 1908, il vit à Bruxelles comme secrétaire secret et archiviste du duc d'Aremberg. Il s'installe ensuite à Stuttgart. En 1914, il lègue des livres et des documents relatifs à sa famille à la Bibliothèque royale d'État de Stuttgart (de). Son vaste patrimoine est vendu aux enchères à Stuttgart en janvier 1917.
Parmi les proches de sa lignée familiale, seuls sa sœur Adelheid, mariée à un commerçant de la classe moyenne et résidant à New York, et son frère Bernhard Fritz von Dachenhausen, résidant également à New Rochelle aux États-Unis, sont encore en vie vers 1930. Il n'existe aucune information généalogique récente disponible sur les descendants, y compris sur le fils du susmentionné, Friedrich Ernst von Dachenhausen (né en 1888).

## Œuvres (sélection)
- Stammbaum der Familie von Dachenhausen. 1876. (Nicht im Handel)[11]
- Die kaiserlichen Wappenbriefe und Adelsdiplome, beziehungsweise Adelsbestätigungen der verschiedenen Familien Winkler. Nach den Acten des k. k. Haus-Hof- und Staatsarchives und des k. k. Adelsarchives zu Wien. Verein Adler (de), Wien um 1881.

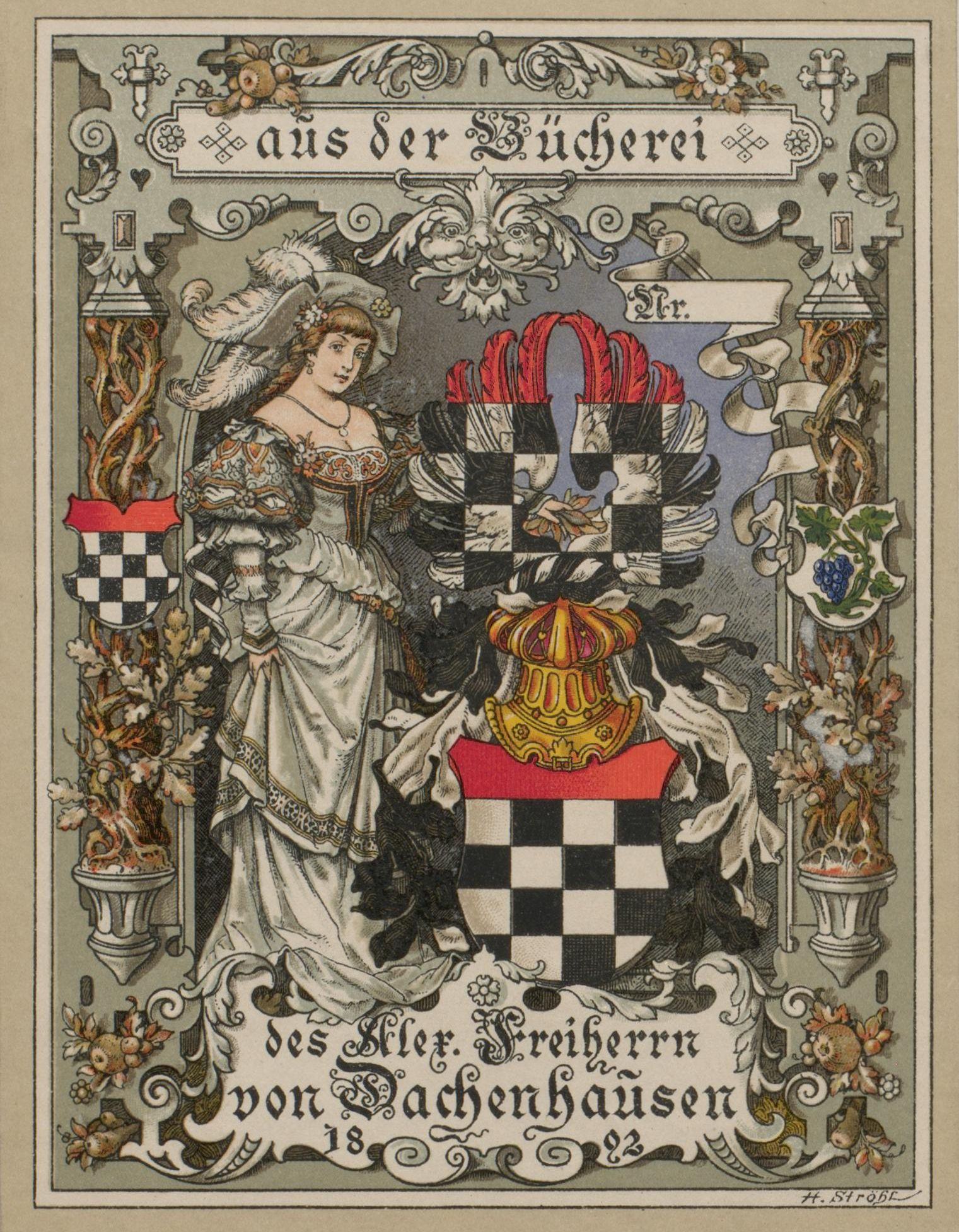
Exlibris von Alexander von Dachenhausen, entworfen von Hugo Gerard Ströhl (1851–1919)

- Hrsg.: Genealogisches Taschenbuch der Adeligen Häuser, Vol. 9, Buschak & Irrgang, Wien 1884[12]
- Exlibris von Alexander von Dachenhausen, entworfen von Hugo Gerard Ströhl (1851–1919)Wappen-Entwürfe. München ca. 1890.
- Genealogisches Taschenbuch des Uradels. 2. Vol., Irrgang, Brünn 1893 (Digitalisat) (Digitalisat).
- Christian Bühler. In: Heraldische Mittheilungen des Vereins „Zum Kleeblatt“ in Hannover; Jg. 1898.
- Genealogie der Ritter von Henzler Edlen von Lehnsburg nebst Stammtafeln gleichnamiger und verwandter Geschlechter. Irrgang, Brünn 1898.
- Die Wappen der Herren, Freiherren und Grafen von Bothmer. 1901.
- Stammtafeln der Grafen von der Marck und der Herzoge von Cleve, Jülich und Berg, soweit sie aus ersteren hervorgegangen. 2 Bde., Brüssel 1905–1908.
- Grabplatte des 1495 verstorbenen württembergischen Haushofmeisters Wolf von Dachenhausen. dans: Schweizerisches Archiv für Heraldik (1906), Heft 3
- Der älteste Dachenhausen'sche Leichenstein. in: Heraldisch-Genealogische Blätter für adelige und bürgerliche Geschlechter (de). Organ des St. Michael, 3. Jahrgang 1905/1906, Nr. 3. dir. L. Oelenheinz (de), H. von Kohlhagen, Bamberg August 1906, p. 116–119 und Beilage (Tafel) XIX. (Digitalisat)
- Stammtafel der Freiherren von Dachenhausen.... bis Ende des 17. Jahrhunderts. Taf. 2. 1907.
- Stammtafel der Freiherren von Dachenhausen ... Jüngere Linie der von Dachenhausen. Taf. 5. 1908.
- Stammtafel der Freiherren von Dachenhausen ... Aeltere Linie. Taf. 4. 1914.
- Stammtafel der Freiherren von Dachenhausen ... Ergänzungen. 1916.
- Das Geschlecht der Goué. In: Vierteljahrsschrift für Wappen-, Siegel- und Familienkunde des Vereins „Herold“ (1915), Heft 2, dir. Herold (Verein), Berlin 1915, p. 64–80.